# Saison 2021-2022 du Nîmes Olympique
Dernière mise à jour : 3 septembre 2021.
Chronologie
Saison précédente Saison suivante
La saison 2021-2022 du Nîmes Olympique est la trente-et-unième saison de l'histoire du club gardois en championnat de France de deuxième division, après trois années dans l'élite du football français, elle marque son retour dans l'antichambre.
L'équipe est dirigée pour la deuxième saison consécutive par Pascal Plancque, qui occupe le poste d'entraîneur depuis février 2021.
Puis remplacé par Nicolas Usaï le 4 janvier 2022
Les Crocos participent également durant la saison à la Coupe de France où ils feront leur entrée dans la compétition lors du septième tour.

## Avant saison

### Préparation d'avant-saison
| 1er match amical      | Nîmes Olympique | - | Hyères FC (Nat. 2) |                                                                |                                                                |
| Samedi 3 juillet 2021 |                 |   |                    | Complexe sportif La Bastide, Nîmes Spectateurs : 0 (huis clos) | Complexe sportif La Bastide, Nîmes Spectateurs : 0 (huis clos) |

| 2e match amical            | Nîmes Olympique | - | Rodez AF (L2) |                                                                |                                                                |
| Mardi 6 juillet 2021 17:30 |                 |   |               | Complexe sportif La Bastide, Nîmes Spectateurs : 0 (huis clos) | Complexe sportif La Bastide, Nîmes Spectateurs : 0 (huis clos) |

| 3e match amical               | Bourg-en-Bresse 01 (Nat.) | - | Nîmes Olympique |                                                                          |                                                                          |
| Vendredi 9 juillet 2021 18:00 |                           |   |                 | Complexe sportif de Moleye, Chasse-sur-Rhône Spectateurs : 0 (huis clos) | Complexe sportif de Moleye, Chasse-sur-Rhône Spectateurs : 0 (huis clos) |

| 4e match amical              | ES Troyes AC (L2) | - | Nîmes Olympique |                                                                          |                                                                          |
| Samedi 10 juillet 2021 17:30 |                   |   |                 | Complexe sportif de Moleye, Chasse-sur-Rhône Spectateurs : 0 (huis clos) | Complexe sportif de Moleye, Chasse-sur-Rhône Spectateurs : 0 (huis clos) |

| 5e match amical                | Nîmes Olympique | - | FC Sète (Nat.) |                                                                |                                                                |
| Vendredi 16 juillet 2021 17:30 |                 |   |                | Complexe sportif La Bastide, Nîmes Spectateurs : 0 (huis clos) | Complexe sportif La Bastide, Nîmes Spectateurs : 0 (huis clos) |

| 6e match amical              | Nîmes Olympique | 1 - 0   | AC Ajaccio (L2) |                                                    |                                                    |
| Samedi 17 juillet 2021 17:30 | Stojanovski 77e | (0 - 0) |                 | Stade d'honneur, Mallemort Arbitrage : Ahmed Taleb | Stade d'honneur, Mallemort Arbitrage : Ahmed Taleb |
| Samedi 17 juillet 2021 17:30 | Rapport         |         |                 | Stade d'honneur, Mallemort Arbitrage : Ahmed Taleb | Stade d'honneur, Mallemort Arbitrage : Ahmed Taleb |

## Compétitions

### Championnat
La saison 2021-2022 de Ligue 2 est la quatre-vingt-troisième  édition du championnat de France de football de deuxième division et la vingtième sous l'appellation « Ligue 2 ». La division oppose vingt clubs en une série de trente-huit rencontres. Les deux meilleures équipes de ce championnat sont directement promus en Ligue 1 tandis que les équipes classées troisième, quatrième et cinquième se disputent une place en barrage d'accession à la division supérieure contre l'équipe classée dix-huitième de Ligue 1. Enfin, les deux derniers du classement sont relégués en National et le dix-huitième dispute un barrage de relégation contre le troisième de National. Le Nîmes Olympique participe à cette compétition pour la trente-et-unième fois de son histoire.

#### Journées 1 à 5: Un départ presque idéal
Le NO débute officiellement sa saison le 24 juillet 2021 par un déplacement à Bastia pour y affronter le Sporting, promu cette saison en Ligue 2 quatre ans après sa rétrogradation en National 3. Les deux recrues nîmoises, Per Kristian Bråtveit et Julien Ponceau, démarrent le match.
| 1re journée                  | SC Bastia                 | 1 - 1   | Nîmes Olympique            | | |
| Samedi 24 juillet 2021 15:00 | Diongue 51e               | (0 - 1) | 12e Fomba                  | Stade Armand-Cesari, Bastia Spectateurs : 8 165 Diffuseur : BeIn Sports 1 Arbitrage : Jérôme Miguelgorry | Stade Armand-Cesari, Bastia Spectateurs : 8 165 Diffuseur : BeIn Sports 1 Arbitrage : Jérôme Miguelgorry |
| Samedi 24 juillet 2021 15:00 | Sainati 20e · Ducrocq 70e | Rapport | 78e Benrahou · 80e Delpech | Stade Armand-Cesari, Bastia Spectateurs : 8 165 Diffuseur : BeIn Sports 1 Arbitrage : Jérôme Miguelgorry | Stade Armand-Cesari, Bastia Spectateurs : 8 165 Diffuseur : BeIn Sports 1 Arbitrage : Jérôme Miguelgorry |

| 2e journée                   | Nîmes Olympique                 | 2 - 1   | Dijon FCO                                  | | |
| Samedi 31 juillet 2021 15:00 | Benrahou 28e (pen.) · Fomba 80e | (1 - 0) | 79e Assalé                                 | Stade des Costières, Nîmes Spectateurs : 2 375 Diffuseur : BeIn Sports 1 Arbitrage : Benjamin Lepaysant | Stade des Costières, Nîmes Spectateurs : 2 375 Diffuseur : BeIn Sports 1 Arbitrage : Benjamin Lepaysant |
| Samedi 31 juillet 2021 15:00 | Cubas 37e · Ducrocq 70e         | Rapport | 26e Traoré · 35e Ngouyamsa · 46e Coulibaly | Stade des Costières, Nîmes Spectateurs : 2 375 Diffuseur : BeIn Sports 1 Arbitrage : Benjamin Lepaysant | Stade des Costières, Nîmes Spectateurs : 2 375 Diffuseur : BeIn Sports 1 Arbitrage : Benjamin Lepaysant |

| 3e journée               | Valenciennes FC            | 0 - 3   | Nîmes Olympique                            | | |
| Samedi 7 août 2021 19:00 |                            | (0 - 0) | 56e Ómarsson · 81e Benrahou · 83e Eliasson | Stade du Hainaut, Valenciennes Spectateurs : 4 074 Diffuseur : La chaîne L'Équipe (multiplex) et L'Équipe Live Arbitrage : Bartolomeu Varela | Stade du Hainaut, Valenciennes Spectateurs : 4 074 Diffuseur : La chaîne L'Équipe (multiplex) et L'Équipe Live Arbitrage : Bartolomeu Varela |
| Samedi 7 août 2021 19:00 | Cuffaut 27e · Yatabaré 69e | Rapport | 31e Fomba · 45e Ómarsson                   | Stade du Hainaut, Valenciennes Spectateurs : 4 074 Diffuseur : La chaîne L'Équipe (multiplex) et L'Équipe Live Arbitrage : Bartolomeu Varela | Stade du Hainaut, Valenciennes Spectateurs : 4 074 Diffuseur : La chaîne L'Équipe (multiplex) et L'Équipe Live Arbitrage : Bartolomeu Varela |

| 4e journée                | Nîmes Olympique | 0 - 0   | Pau FC | | |
| Samedi 14 août 2021 19:00 |                 | (0 - 0) |        | Stade des Costières, Nîmes Spectateurs : 1 849 Diffuseur : La chaîne L'Équipe (multiplex) et L'Équipe Live Arbitrage : Mathieu Vernice | Stade des Costières, Nîmes Spectateurs : 1 849 Diffuseur : La chaîne L'Équipe (multiplex) et L'Équipe Live Arbitrage : Mathieu Vernice |
| Samedi 14 août 2021 19:00 | Rapport         |         |        | Stade des Costières, Nîmes Spectateurs : 1 849 Diffuseur : La chaîne L'Équipe (multiplex) et L'Équipe Live Arbitrage : Mathieu Vernice | Stade des Costières, Nîmes Spectateurs : 1 849 Diffuseur : La chaîne L'Équipe (multiplex) et L'Équipe Live Arbitrage : Mathieu Vernice |

| 5e journée                | USL Dunkerque | 0 - 2   | Nîmes Olympique               | | |
| Samedi 21 août 2021 19:00 |               | (0 - 0) | 70e Benrahou · 90+4e Eliasson | Stade Marcel-Tribut, Dunkerque Spectateurs : 1 498 Diffuseur : La chaîne L'Équipe (multiplex) et L'Équipe Live Arbitrage : Alexandre Perreau Niel | Stade Marcel-Tribut, Dunkerque Spectateurs : 1 498 Diffuseur : La chaîne L'Équipe (multiplex) et L'Équipe Live Arbitrage : Alexandre Perreau Niel |
| Samedi 21 août 2021 19:00 | Ouadah 46e    | Rapport | 36e Cubas · 54e Burner        | Stade Marcel-Tribut, Dunkerque Spectateurs : 1 498 Diffuseur : La chaîne L'Équipe (multiplex) et L'Équipe Live Arbitrage : Alexandre Perreau Niel | Stade Marcel-Tribut, Dunkerque Spectateurs : 1 498 Diffuseur : La chaîne L'Équipe (multiplex) et L'Équipe Live Arbitrage : Alexandre Perreau Niel |

#### Journées 6 à 10
| 6e journée                | Nîmes Olympique         | 0 - 0   | Stade Malherbe Caen | | |
| Samedi 28 août 2021 15:00 |                         | (0 - 0) |                     | Stade des Costières, Nîmes Spectateurs : 3 296 Diffuseur : BeIn Sports 1 Arbitrage : Florent Batta | Stade des Costières, Nîmes Spectateurs : 3 296 Diffuseur : BeIn Sports 1 Arbitrage : Florent Batta |
| Samedi 28 août 2021 15:00 | Ueda 10e · Martinez 49e | Rapport | 10e Abdi · 28e Riou | Stade des Costières, Nîmes Spectateurs : 3 296 Diffuseur : BeIn Sports 1 Arbitrage : Florent Batta | Stade des Costières, Nîmes Spectateurs : 3 296 Diffuseur : BeIn Sports 1 Arbitrage : Florent Batta |

| 7e journée                     | Grenoble Foot 38                                    | 2 - 1   | Nîmes Olympique                                  | | |
| Samedi 11 septembre 2021 19:00 | Diallo 54e · Henen 90+3e                            | (0 - 0) | 1re Delpech                                      | Stade des Alpes, Grenoble Spectateurs : 5 274 Diffuseur : La chaîne L'Équipe (multiplex) et L'Équipe Live Arbitrage : Bastien Depechy | Stade des Alpes, Grenoble Spectateurs : 5 274 Diffuseur : La chaîne L'Équipe (multiplex) et L'Équipe Live Arbitrage : Bastien Depechy |
| Samedi 11 septembre 2021 19:00 | Monfray 48e · Néry 64e · Belmonte 65e · Henen 90+4e | Rapport | 61e Burner · 65e Aribi · 74e Martinez · 86e Koné | Stade des Alpes, Grenoble Spectateurs : 5 274 Diffuseur : La chaîne L'Équipe (multiplex) et L'Équipe Live Arbitrage : Bastien Depechy | Stade des Alpes, Grenoble Spectateurs : 5 274 Diffuseur : La chaîne L'Équipe (multiplex) et L'Équipe Live Arbitrage : Bastien Depechy |

| 8e journée                     | Nîmes Olympique                                       | 3 - 3   | Amiens SC                               | | |
| Samedi 18 septembre 2021 19:00 | Benrahou 16e · Sainte-Luce 21e · Koné 75e             | (2 - 0) | 60e Badji · 89e Lahne · 90+5e Arokodare | Stade des Costières, Nîmes Spectateurs : 2 497 Diffuseur : La chaîne L'Équipe (multiplex) et L'Équipe Live Arbitrage : Rémi Landry | Stade des Costières, Nîmes Spectateurs : 2 497 Diffuseur : La chaîne L'Équipe (multiplex) et L'Équipe Live Arbitrage : Rémi Landry |
| Samedi 18 septembre 2021 19:00 | Delpech 66e · Koné 77e · Fomba 90+1e · Martinez 90+5e | Rapport | 35e Xantippe · 44e Bamba · 72e Lomotey  | Stade des Costières, Nîmes Spectateurs : 2 497 Diffuseur : La chaîne L'Équipe (multiplex) et L'Équipe Live Arbitrage : Rémi Landry | Stade des Costières, Nîmes Spectateurs : 2 497 Diffuseur : La chaîne L'Équipe (multiplex) et L'Équipe Live Arbitrage : Rémi Landry |

| 9e journée                    | Paris FC              | 2 - 0   | Nîmes Olympique |                                                                                                   |                                                                                                   |
| Mardi 21 septembre 2021 20:00 | Kanté 60e · Caddy 74e | (0 - 0) |                 | Stade Charléty, Paris Spectateurs : 2 726 Diffuseur : BeIn Sports 1 Arbitrage : Pierre Gaillouste | Stade Charléty, Paris Spectateurs : 2 726 Diffuseur : BeIn Sports 1 Arbitrage : Pierre Gaillouste |
| Mardi 21 septembre 2021 20:00 | Name 42e              | Rapport | 39e Guessoum    | Stade Charléty, Paris Spectateurs : 2 726 Diffuseur : BeIn Sports 1 Arbitrage : Pierre Gaillouste | Stade Charléty, Paris Spectateurs : 2 726 Diffuseur : BeIn Sports 1 Arbitrage : Pierre Gaillouste |

| 10e journée                      | Nîmes Olympique | 0 - 1   | Le Havre AC              | | |
| Vendredi 24 septembre 2021 21:00 |                 | (0 - 1) | 64e Thiaré               | Stade des Costières, Nîmes Spectateurs : 2 540 Diffuseur : La chaîne L'Équipe (multiplex) et L'Équipe Live Arbitrage : Aurélien Petit | Stade des Costières, Nîmes Spectateurs : 2 540 Diffuseur : La chaîne L'Équipe (multiplex) et L'Équipe Live Arbitrage : Aurélien Petit |
| Vendredi 24 septembre 2021 21:00 | Ponceau 45e     | Rapport | 37e Boutaïb · 80e Gibaud | Stade des Costières, Nîmes Spectateurs : 2 540 Diffuseur : La chaîne L'Équipe (multiplex) et L'Équipe Live Arbitrage : Aurélien Petit | Stade des Costières, Nîmes Spectateurs : 2 540 Diffuseur : La chaîne L'Équipe (multiplex) et L'Équipe Live Arbitrage : Aurélien Petit |

#### Journées 11 à 15
| 11e journée                 | AJ Auxerre                   | 2 - 2   | Nîmes Olympique                          | | |
| Samedi 2 octobre 2021 15:00 | Autret 40e · Charbonnier 48e | (1 - 0) | 75e 90e Koné                             | Stade de l'Abbé-Deschamps, Auxerre Spectateurs : 9 479 Diffuseur : BeIn Sports 2 Arbitrage : Romain Lissorgue | Stade de l'Abbé-Deschamps, Auxerre Spectateurs : 9 479 Diffuseur : BeIn Sports 2 Arbitrage : Romain Lissorgue |
| Samedi 2 octobre 2021 15:00 | Touré 18e · Charbonnier 23e  | Rapport | 37e Cubas · 79e Sainte-Luce · 90+1e Koné | Stade de l'Abbé-Deschamps, Auxerre Spectateurs : 9 479 Diffuseur : BeIn Sports 2 Arbitrage : Romain Lissorgue | Stade de l'Abbé-Deschamps, Auxerre Spectateurs : 9 479 Diffuseur : BeIn Sports 2 Arbitrage : Romain Lissorgue |

| 12e journée                 | Nîmes Olympique           | 0 - 2   | AC Ajaccio                     | | |
| Lundi 18 octobre 2021 20:45 |                           | (0 - 2) | 12e Courtet · 33e Nouri        | Stade des Costières, Nîmes Spectateurs : 2 329 Diffuseur : BeIn Sports 1 Arbitrage : Guillaume Paradis | Stade des Costières, Nîmes Spectateurs : 2 329 Diffuseur : BeIn Sports 1 Arbitrage : Guillaume Paradis |
| Lundi 18 octobre 2021 20:45 | Ferhat 66e · Guessoum 90e | Rapport | 31e Cimignani · 40e El Idrissy | Stade des Costières, Nîmes Spectateurs : 2 329 Diffuseur : BeIn Sports 1 Arbitrage : Guillaume Paradis | Stade des Costières, Nîmes Spectateurs : 2 329 Diffuseur : BeIn Sports 1 Arbitrage : Guillaume Paradis |

| 13e journée                  | EA Guingamp                     | 3 - 1   | Nîmes Olympique                                         | | |
| Samedi 23 octobre 2021 19:00 | Pierrot 5e 66e · M'Changama 69e | (1 - 0) | 80e (pen.) Koné                                         | Stade du Roudourou, Guingamp Spectateurs : 9 983 Diffuseur : La chaîne L'Équipe (multiplex) et Prime Video Arbitrage : Jérôme Miguelgorry | Stade du Roudourou, Guingamp Spectateurs : 9 983 Diffuseur : La chaîne L'Équipe (multiplex) et Prime Video Arbitrage : Jérôme Miguelgorry |
| Samedi 23 octobre 2021 19:00 | Livolant 81e                    | Rapport | 70e Paquiez · 75e Koné · 81e Ómarsson · 81e Sainte-Luce | Stade du Roudourou, Guingamp Spectateurs : 9 983 Diffuseur : La chaîne L'Équipe (multiplex) et Prime Video Arbitrage : Jérôme Miguelgorry | Stade du Roudourou, Guingamp Spectateurs : 9 983 Diffuseur : La chaîne L'Équipe (multiplex) et Prime Video Arbitrage : Jérôme Miguelgorry |

| 14e journée                  | Nîmes Olympique            | 1 - 2   | Chamois niortais FC      | | |
| Samedi 30 octobre 2021 19:00 | Eliasson 53e               | (0 - 1) | 25e Zemzemi · 51e Mendes | Stade des Costières, Nîmes Spectateurs : 1 174 Diffuseur : La chaîne L'Équipe (multiplex) et Prime Video Arbitrage : Olivier Thual | Stade des Costières, Nîmes Spectateurs : 1 174 Diffuseur : La chaîne L'Équipe (multiplex) et Prime Video Arbitrage : Olivier Thual |
| Samedi 30 octobre 2021 19:00 | Guessoum 66e · Paquiez 85e | Rapport | 13e Mendes               | Stade des Costières, Nîmes Spectateurs : 1 174 Diffuseur : La chaîne L'Équipe (multiplex) et Prime Video Arbitrage : Olivier Thual | Stade des Costières, Nîmes Spectateurs : 1 174 Diffuseur : La chaîne L'Équipe (multiplex) et Prime Video Arbitrage : Olivier Thual |

| 15e journée                  | FC Sochaux-Montbéliard | 0 - 1   | Nîmes Olympique |                                                                                                |                                                                                                |
| Samedi 6 novembre 2021 15:00 |                        | (0 - 1) | Benrahou 77e    | Stade Bonal, Sochaux Spectateurs : 9 780 Diffuseur : beIN Sports 2 Arbitrage : Bastien Depechy | Stade Bonal, Sochaux Spectateurs : 9 780 Diffuseur : beIN Sports 2 Arbitrage : Bastien Depechy |
| Samedi 6 novembre 2021 15:00 |                        | Rapport | 59e Sainte-Luce | Stade Bonal, Sochaux Spectateurs : 9 780 Diffuseur : beIN Sports 2 Arbitrage : Bastien Depechy | Stade Bonal, Sochaux Spectateurs : 9 780 Diffuseur : beIN Sports 2 Arbitrage : Bastien Depechy |

#### Journées 16 à 19
| 16e journée                   | Nîmes Olympique                                  | 2 - 1   | US Quevilly-Rouen Métropole | | |
| Samedi 20 novembre 2021 19:00 | Ómarsson 27e · Benrahou 54e                      | (0 - 1) | 16e Nazon                   | Stade des Costières, Nîmes Spectateurs : 1 203 Diffuseur : La chaîne L'Équipe (multiplex) et Prime Video Arbitrage : Alexandre Perreau Niel | Stade des Costières, Nîmes Spectateurs : 1 203 Diffuseur : La chaîne L'Équipe (multiplex) et Prime Video Arbitrage : Alexandre Perreau Niel |
| Samedi 20 novembre 2021 19:00 | Ponceau 16e · Ueda 52e · Fomba 74e · Paquiez 75e | Rapport | 65e Gbellé                  | Stade des Costières, Nîmes Spectateurs : 1 203 Diffuseur : La chaîne L'Équipe (multiplex) et Prime Video Arbitrage : Alexandre Perreau Niel | Stade des Costières, Nîmes Spectateurs : 1 203 Diffuseur : La chaîne L'Équipe (multiplex) et Prime Video Arbitrage : Alexandre Perreau Niel |

| 17e journée                    | Rodez AF                 | 1 - 0   | Nîmes Olympique            | | |
| Vendredi 3 décembre 2021 21:00 | Leborgne 14e (pen.)      | (1 - 0) |                            | Stade Paul-Lignon, Rodez Spectateurs : 1 567 Diffuseur : La chaîne L'Équipe (multiplex) et Prime Video Arbitrage : Guillaume Paradis | Stade Paul-Lignon, Rodez Spectateurs : 1 567 Diffuseur : La chaîne L'Équipe (multiplex) et Prime Video Arbitrage : Guillaume Paradis |
| Vendredi 3 décembre 2021 21:00 | Bardy 41e · Leborgne 55e | Rapport | 13e Guessoum · 84e Delpech | Stade Paul-Lignon, Rodez Spectateurs : 1 567 Diffuseur : La chaîne L'Équipe (multiplex) et Prime Video Arbitrage : Guillaume Paradis | Stade Paul-Lignon, Rodez Spectateurs : 1 567 Diffuseur : La chaîne L'Équipe (multiplex) et Prime Video Arbitrage : Guillaume Paradis |

| 18e journée                   | Nîmes Olympique                       | 2 - 1   | AS Nancy-Lorraine       | | |
| Samedi 11 décembre 2021 19:00 | Ómarsson 27e · Koné 44e               | (2 - 1) | 42e Thiam               | Stade des Costières, Nîmes Spectateurs : 1 210 Diffuseur : La chaîne L'Équipe (multiplex) et Prime Video Arbitrage : Benjamin Lepaysant | Stade des Costières, Nîmes Spectateurs : 1 210 Diffuseur : La chaîne L'Équipe (multiplex) et Prime Video Arbitrage : Benjamin Lepaysant |
| Samedi 11 décembre 2021 19:00 | Burner 38e · Fomba 69e · Martinez 88e | Rapport | 43e Ciss · 82e Lefebvre | Stade des Costières, Nîmes Spectateurs : 1 210 Diffuseur : La chaîne L'Équipe (multiplex) et Prime Video Arbitrage : Benjamin Lepaysant | Stade des Costières, Nîmes Spectateurs : 1 210 Diffuseur : La chaîne L'Équipe (multiplex) et Prime Video Arbitrage : Benjamin Lepaysant |

| 19e journée                  | Nîmes Olympique                                   | 1 - 2   | Toulouse FC                           | | |
| Mardi 21 décembre 2021 20:45 | Cubas 82e                                         | (0 - 1) | 3e Nicolaisen · 60e Healey            | Stade des Costières, Nîmes Spectateurs : 2 064 Diffuseur : beIN Sports 1 Arbitrage : Willy Delajod | Stade des Costières, Nîmes Spectateurs : 2 064 Diffuseur : beIN Sports 1 Arbitrage : Willy Delajod |
| Mardi 21 décembre 2021 20:45 | Koné 5e · Eliasson 16e · Cubas 75e · Martinez 78e | Rapport | 80e Diarra · 83e Onaiwu · 86e Genreau | Stade des Costières, Nîmes Spectateurs : 2 064 Diffuseur : beIN Sports 1 Arbitrage : Willy Delajod | Stade des Costières, Nîmes Spectateurs : 2 064 Diffuseur : beIN Sports 1 Arbitrage : Willy Delajod |

#### Journées 20 à 24
| 20e journée                 | Dijon FCO                               | 1 - 2   | Nîmes Olympique                | | |
| Samedi 8 janvier 2022 19:00 | Philippoteaux 57e                       | (0 - 2) | 5e Eliasson · 30e Ponceau      | Stade Gaston-Gérard, Dijon Spectateurs : 5 400 Diffuseur : La chaîne L'Équipe (multiplex) et Prime Video Arbitrage : Mathieu Vernice | Stade Gaston-Gérard, Dijon Spectateurs : 5 400 Diffuseur : La chaîne L'Équipe (multiplex) et Prime Video Arbitrage : Mathieu Vernice |
| Samedi 8 janvier 2022 19:00 | Jacib 54e · Ahlinvi 60e · Ngouyamsa 64e | Rapport | 45e Sainte-Luce · 85e Bråtveit | Stade Gaston-Gérard, Dijon Spectateurs : 5 400 Diffuseur : La chaîne L'Équipe (multiplex) et Prime Video Arbitrage : Mathieu Vernice | Stade Gaston-Gérard, Dijon Spectateurs : 5 400 Diffuseur : La chaîne L'Équipe (multiplex) et Prime Video Arbitrage : Mathieu Vernice |

| 21e journée                    | Nîmes Olympique                   | 2 - 1   | Valenciennes FC              | | |
| Vendredi 28 janvier 2022 19:00 | Benrahou 11e (pen.) · Ponceau 16e | (2 - 0) | 53e (pen.) Cuffaut           | Stade des Costières, Nîmes Spectateurs : 1 378 Diffuseur : La chaîne L'Équipe (multiplex) et Prime Video Arbitrage : Romain Lissorgue | Stade des Costières, Nîmes Spectateurs : 1 378 Diffuseur : La chaîne L'Équipe (multiplex) et Prime Video Arbitrage : Romain Lissorgue |
| Vendredi 28 janvier 2022 19:00 | Fomba 42e                         | Rapport | 5e Picouleau · 62e Guillaume | Stade des Costières, Nîmes Spectateurs : 1 378 Diffuseur : La chaîne L'Équipe (multiplex) et Prime Video Arbitrage : Romain Lissorgue | Stade des Costières, Nîmes Spectateurs : 1 378 Diffuseur : La chaîne L'Équipe (multiplex) et Prime Video Arbitrage : Romain Lissorgue |

| 22e journée                  | Pau FC   | 0 - 3   | Nîmes Olympique                                     |                                                                                             |                                                                                             |
| Mardi 1er février 2022 19:00 |          | (0 - 0) | 59e Koné · 85e (pen.) Benrahou · 90+2e Már Ómarsson | Nouste Camp, Pau Spectateurs : 2 224 Diffuseur : Prime Video Arbitrage : Benjamin Lepaysant | Nouste Camp, Pau Spectateurs : 2 224 Diffuseur : Prime Video Arbitrage : Benjamin Lepaysant |
| Mardi 1er février 2022 19:00 | Poha 51e | Rapport | 18e Sainte-Luce · 44e Martinez                      | Nouste Camp, Pau Spectateurs : 2 224 Diffuseur : Prime Video Arbitrage : Benjamin Lepaysant | Nouste Camp, Pau Spectateurs : 2 224 Diffuseur : Prime Video Arbitrage : Benjamin Lepaysant |

| 23e journée                 | Nîmes Olympique                                                      | 0 - 1   | USL Dunkerque                                           | | |
| Samedi 5 février 2022 19:00 |                                                                      | (0 - 0) | 73e Rocheteau                                           | Stade des Costières, Nîmes Spectateurs : 2 150 Diffuseur : La chaîne L'Équipe (multiplex) et Prime Video Arbitrage : Pierre Legat | Stade des Costières, Nîmes Spectateurs : 2 150 Diffuseur : La chaîne L'Équipe (multiplex) et Prime Video Arbitrage : Pierre Legat |
| Samedi 5 février 2022 19:00 | Delpech 28e · Koné 48e · Már Ómarsson 67e · Sarr 81e · Ponceau 90+1e | Rapport | 19e Huysman · 53e Tchokounté · 61e Trichard · 81e Gomis | Stade des Costières, Nîmes Spectateurs : 2 150 Diffuseur : La chaîne L'Équipe (multiplex) et Prime Video Arbitrage : Pierre Legat | Stade des Costières, Nîmes Spectateurs : 2 150 Diffuseur : La chaîne L'Équipe (multiplex) et Prime Video Arbitrage : Pierre Legat |

| 24e journée                  | Stade Malherbe Caen                             | 4 - 0   | Nîmes Olympique       | | |
| Samedi 12 février 2022 19:00 | Da Costa 9e · Mendy 18e 45+4e (pen.) · Abdi 56e | (3 - 0) |                       | Stade Michel-d'Ornano, Caen Spectateurs : 8 075 Diffuseur : La chaîne L'Équipe (multiplex) et Prime Video Arbitrage : Olivier Thual | Stade Michel-d'Ornano, Caen Spectateurs : 8 075 Diffuseur : La chaîne L'Équipe (multiplex) et Prime Video Arbitrage : Olivier Thual |
| Samedi 12 février 2022 19:00 | Traoré 81e                                      | Rapport | 24e Koné · 45+2e Mbow | Stade Michel-d'Ornano, Caen Spectateurs : 8 075 Diffuseur : La chaîne L'Équipe (multiplex) et Prime Video Arbitrage : Olivier Thual | Stade Michel-d'Ornano, Caen Spectateurs : 8 075 Diffuseur : La chaîne L'Équipe (multiplex) et Prime Video Arbitrage : Olivier Thual |

#### Journées 25 à 29
| 25e journée                  | Nîmes Olympique                         | 3 - 1   | Grenoble Foot 38 | | |
| Samedi 19 février 2022 19:00 | Koné 37e 58e · Eliasson 73e             | (1 - 0) | 62e Correa       | Stade des Costières, Nîmes Spectateurs : 1 492 Diffuseur : La chaîne L'Équipe (multiplex) et Prime Video Arbitrage : Alexandre Perreau Niel | Stade des Costières, Nîmes Spectateurs : 1 492 Diffuseur : La chaîne L'Équipe (multiplex) et Prime Video Arbitrage : Alexandre Perreau Niel |
| Samedi 19 février 2022 19:00 | Ponceau 77e · Valério 82e · Paquiez 86e | Rapport | 24e Jeno         | Stade des Costières, Nîmes Spectateurs : 1 492 Diffuseur : La chaîne L'Équipe (multiplex) et Prime Video Arbitrage : Alexandre Perreau Niel | Stade des Costières, Nîmes Spectateurs : 1 492 Diffuseur : La chaîne L'Équipe (multiplex) et Prime Video Arbitrage : Alexandre Perreau Niel |

| 26e journée                  | Amiens SC                     | 3 - 0   | Nîmes Olympique          | | |
| Samedi 26 février 2022 19:00 | Badji 13e · Arokodare 68e 83e | (1 - 0) |                          | Stade de la Licorne, Amiens Spectateurs : 7 354 Diffuseur : La chaîne L'Équipe (multiplex) et Prime Video Arbitrage : Marc Bollengier | Stade de la Licorne, Amiens Spectateurs : 7 354 Diffuseur : La chaîne L'Équipe (multiplex) et Prime Video Arbitrage : Marc Bollengier |
| Samedi 26 février 2022 19:00 | Xantippe 90e · Gene 90+1e     | Rapport | 22e Burner · 81e Valério | Stade de la Licorne, Amiens Spectateurs : 7 354 Diffuseur : La chaîne L'Équipe (multiplex) et Prime Video Arbitrage : Marc Bollengier | Stade de la Licorne, Amiens Spectateurs : 7 354 Diffuseur : La chaîne L'Équipe (multiplex) et Prime Video Arbitrage : Marc Bollengier |

| 27e journée              | Nîmes Olympique | 1 - 1   | Paris FC    | | |
| Samedi 5 mars 2022 15:00 | Eliasson 39e    | (1 - 1) | 24e Boutaïb | Stade des Costières, Nîmes Spectateurs : 2 008 Diffuseur : beIN Sports 2 Arbitrage : Mathieu Vernice | Stade des Costières, Nîmes Spectateurs : 2 008 Diffuseur : beIN Sports 2 Arbitrage : Mathieu Vernice |
| Samedi 5 mars 2022 15:00 | Martinez 9e     | Rapport | 42e Kanté   | Stade des Costières, Nîmes Spectateurs : 2 008 Diffuseur : beIN Sports 2 Arbitrage : Mathieu Vernice | Stade des Costières, Nîmes Spectateurs : 2 008 Diffuseur : beIN Sports 2 Arbitrage : Mathieu Vernice |

| 28e journée               | Le Havre AC | 0 - 1   | Nîmes Olympique          | | |
| Samedi 12 mars 2022 19:00 |             | (0 - 1) | 45+1e Benrahou           | Stade Océane, Le Havre Spectateurs : 4 407 Diffuseur : La chaîne L'Équipe (multiplex) et Prime Video Arbitrage : Pierre Legat | Stade Océane, Le Havre Spectateurs : 4 407 Diffuseur : La chaîne L'Équipe (multiplex) et Prime Video Arbitrage : Pierre Legat |
| Samedi 12 mars 2022 19:00 |             | Rapport | 35e Fomba · 75e Guessoum | Stade Océane, Le Havre Spectateurs : 4 407 Diffuseur : La chaîne L'Équipe (multiplex) et Prime Video Arbitrage : Pierre Legat | Stade Océane, Le Havre Spectateurs : 4 407 Diffuseur : La chaîne L'Équipe (multiplex) et Prime Video Arbitrage : Pierre Legat |

| 29e journée              | Nîmes Olympique | 1 - 2   | AJ Auxerre                             | | |
| Mardi 15 mars 2022 19:00 | Benrahou 20e    | (1 - 2) | 9e Hein · 25e Perrin                   | Stade des Costières, Nîmes Spectateurs : 1 838 Diffuseur : La chaîne L'Équipe (multiplex) et Prime Video Arbitrage : Pierre Gaillouste | Stade des Costières, Nîmes Spectateurs : 1 838 Diffuseur : La chaîne L'Équipe (multiplex) et Prime Video Arbitrage : Pierre Gaillouste |
| Mardi 15 mars 2022 19:00 |                 | Rapport | 42e Sinayoko · 44e Arcus · 90+4e Sakhi | Stade des Costières, Nîmes Spectateurs : 1 838 Diffuseur : La chaîne L'Équipe (multiplex) et Prime Video Arbitrage : Pierre Gaillouste | Stade des Costières, Nîmes Spectateurs : 1 838 Diffuseur : La chaîne L'Équipe (multiplex) et Prime Video Arbitrage : Pierre Gaillouste |

#### Journées 30 à 34
| 30e journée               | AC Ajaccio   | 1 - 0   | Nîmes Olympique | | |
| Samedi 19 mars 2022 19:00 | Laçi 48e     | (0 - 0) |                 | Stade François-Coty, Ajaccio Spectateurs : 2 300 Diffuseur : La chaîne L'Équipe (multiplex) et Prime Video Arbitrage : Olivier Thual | Stade François-Coty, Ajaccio Spectateurs : 2 300 Diffuseur : La chaîne L'Équipe (multiplex) et Prime Video Arbitrage : Olivier Thual |
| Samedi 19 mars 2022 19:00 | Gonzalez 85e | Rapport | 90+3e Benrahou  | Stade François-Coty, Ajaccio Spectateurs : 2 300 Diffuseur : La chaîne L'Équipe (multiplex) et Prime Video Arbitrage : Olivier Thual | Stade François-Coty, Ajaccio Spectateurs : 2 300 Diffuseur : La chaîne L'Équipe (multiplex) et Prime Video Arbitrage : Olivier Thual |

| 31e journée               | Nîmes Olympique | 0 - 2   | EA Guingamp                | | |
| Samedi 2 avril 2022 19:00 |                 | (0 - 0) | 48e Livolant · 86e Pierrot | Stade des Costières, Nîmes Spectateurs : 1 345 Diffuseur : La chaîne L'Équipe (multiplex) et Prime Video Arbitrage : Alexandre Perreau Niel | Stade des Costières, Nîmes Spectateurs : 1 345 Diffuseur : La chaîne L'Équipe (multiplex) et Prime Video Arbitrage : Alexandre Perreau Niel |
| Samedi 2 avril 2022 19:00 | Mbow 32e        | Rapport |                            | Stade des Costières, Nîmes Spectateurs : 1 345 Diffuseur : La chaîne L'Équipe (multiplex) et Prime Video Arbitrage : Alexandre Perreau Niel | Stade des Costières, Nîmes Spectateurs : 1 345 Diffuseur : La chaîne L'Équipe (multiplex) et Prime Video Arbitrage : Alexandre Perreau Niel |

| 32e journée               | Chamois niortais FC   | 0 - 0   | Nîmes Olympique | | |
| Samedi 9 avril 2022 19:00 |                       | (0 - 0) |                 | Stade René-Gaillard, Niort Spectateurs : 2 000 Diffuseur : La chaîne L'Équipe (multiplex) et Prime Video Arbitrage : Marc Bollengier | Stade René-Gaillard, Niort Spectateurs : 2 000 Diffuseur : La chaîne L'Équipe (multiplex) et Prime Video Arbitrage : Marc Bollengier |
| Samedi 9 avril 2022 19:00 | Cubas 45e · Fomba 50e | Rapport | 90+1e Mendes    | Stade René-Gaillard, Niort Spectateurs : 2 000 Diffuseur : La chaîne L'Équipe (multiplex) et Prime Video Arbitrage : Marc Bollengier | Stade René-Gaillard, Niort Spectateurs : 2 000 Diffuseur : La chaîne L'Équipe (multiplex) et Prime Video Arbitrage : Marc Bollengier |

| 33e journée                | Nîmes Olympique | 1 - 3   | FC Sochaux-Montbéliard                  | | |
| Samedi 16 avril 2022 19:00 | Ponceau 4e      | (1 - 1) | 39e Thioune · 70e Virginus · 80e Kitala | Stade des Costières, Nîmes Spectateurs : 1 694 Diffuseur : La chaîne L'Équipe (multiplex) et Prime Video Arbitrage : Mikaël Lesage | Stade des Costières, Nîmes Spectateurs : 1 694 Diffuseur : La chaîne L'Équipe (multiplex) et Prime Video Arbitrage : Mikaël Lesage |
| Samedi 16 avril 2022 19:00 | Fomba 35e       | Rapport | 73e Kaabouni · 90+3e N'Dour             | Stade des Costières, Nîmes Spectateurs : 1 694 Diffuseur : La chaîne L'Équipe (multiplex) et Prime Video Arbitrage : Mikaël Lesage | Stade des Costières, Nîmes Spectateurs : 1 694 Diffuseur : La chaîne L'Équipe (multiplex) et Prime Video Arbitrage : Mikaël Lesage |

| 34e journée               | US Quevilly-Rouen Métropole  | 0 - 1   | Nîmes Olympique                               | | |
| Mardi 19 avril 2022 20:00 |                              | (0 - 1) | 9e Eliasson                                   | Stade Robert-Diochon, Le Petit-Quevilly Spectateurs : 3 334 Diffuseur : La chaîne L'Équipe (multiplex) et Prime Video Arbitrage : Aurélien Petit | Stade Robert-Diochon, Le Petit-Quevilly Spectateurs : 3 334 Diffuseur : La chaîne L'Équipe (multiplex) et Prime Video Arbitrage : Aurélien Petit |
| Mardi 19 avril 2022 20:00 | Lejeune 49e · Cissokho 90+1e | Rapport | 60e Delpech · 67e Fomba · 81e Ueda · 86e Koné | Stade Robert-Diochon, Le Petit-Quevilly Spectateurs : 3 334 Diffuseur : La chaîne L'Équipe (multiplex) et Prime Video Arbitrage : Aurélien Petit | Stade Robert-Diochon, Le Petit-Quevilly Spectateurs : 3 334 Diffuseur : La chaîne L'Équipe (multiplex) et Prime Video Arbitrage : Aurélien Petit |

#### Journées 35 à 38
| 35e journée                  | Nîmes Olympique               | 3 - 2   | Rodez AF                   | | |
| Vendredi 22 avril 2022 21:00 | Koné 18e · Ómarsson 36e 90+3e | (2 - 0) | 52e Danger · 55e Célestine | Stade des Costières, Nîmes Spectateurs : 1 560 Diffuseur : La chaîne L'Équipe (multiplex) et Prime Video Arbitrage : Mathieu Vernice | Stade des Costières, Nîmes Spectateurs : 1 560 Diffuseur : La chaîne L'Équipe (multiplex) et Prime Video Arbitrage : Mathieu Vernice |
| Vendredi 22 avril 2022 21:00 |                               | Rapport | 48e Malanda · 81e Rajot    | Stade des Costières, Nîmes Spectateurs : 1 560 Diffuseur : La chaîne L'Équipe (multiplex) et Prime Video Arbitrage : Mathieu Vernice | Stade des Costières, Nîmes Spectateurs : 1 560 Diffuseur : La chaîne L'Équipe (multiplex) et Prime Video Arbitrage : Mathieu Vernice |

| 36e journée                | AS Nancy-Lorraine | 1 - 3   | Nîmes Olympique           | | |
| Samedi 30 avril 2022 19:00 | Cissé 61e (pen.)  | (0 - 1) | 44e Sarr · 64e 90+2e Koné | Stade Marcel-Picot, Tomblaine Spectateurs : 0 Diffuseur : La chaîne L'Équipe (multiplex) et Prime Video Arbitrage : Bartolomeu Varela | Stade Marcel-Picot, Tomblaine Spectateurs : 0 Diffuseur : La chaîne L'Équipe (multiplex) et Prime Video Arbitrage : Bartolomeu Varela |
| Samedi 30 avril 2022 19:00 | Haag 76e          |         | 16e Sarr · 70e Briançon   | Stade Marcel-Picot, Tomblaine Spectateurs : 0 Diffuseur : La chaîne L'Équipe (multiplex) et Prime Video Arbitrage : Bartolomeu Varela | Stade Marcel-Picot, Tomblaine Spectateurs : 0 Diffuseur : La chaîne L'Équipe (multiplex) et Prime Video Arbitrage : Bartolomeu Varela |

| 37e journée             | Toulouse FC              | 2 - 1   | Nîmes Olympique | | |
| Samedi 7 mai 2022 19:00 | Onaiwu 49e · Genreau 78e | (0 - 1) | 25e Briançon    | Stadium, Toulouse Spectateurs : 27 868 Diffuseur : La chaîne L'Équipe (multiplex) et Prime Video Arbitrage : Jérôme Miguelgorry | Stadium, Toulouse Spectateurs : 27 868 Diffuseur : La chaîne L'Équipe (multiplex) et Prime Video Arbitrage : Jérôme Miguelgorry |
| Samedi 7 mai 2022 19:00 | Spierings 27e            | Rapport | 31e Fomba       | Stadium, Toulouse Spectateurs : 27 868 Diffuseur : La chaîne L'Équipe (multiplex) et Prime Video Arbitrage : Jérôme Miguelgorry | Stadium, Toulouse Spectateurs : 27 868 Diffuseur : La chaîne L'Équipe (multiplex) et Prime Video Arbitrage : Jérôme Miguelgorry |

| 38e journée              | Nîmes Olympique | 0 - 2   | SC Bastia                      | | |
| Samedi 14 mai 2022 19:00 |                 | (0 - 0) | 48e Le Cardinal · 65e Santelli | Stade des Costières, Nîmes Spectateurs : 2 194 Diffuseur : La chaîne L'Équipe (multiplex) et Prime Video Arbitrage : Benjamin Lepaysant | Stade des Costières, Nîmes Spectateurs : 2 194 Diffuseur : La chaîne L'Équipe (multiplex) et Prime Video Arbitrage : Benjamin Lepaysant |
| Samedi 14 mai 2022 19:00 | Eliasson 82e    | Rapport | 52e Zolotov                    | Stade des Costières, Nîmes Spectateurs : 2 194 Diffuseur : La chaîne L'Équipe (multiplex) et Prime Video Arbitrage : Benjamin Lepaysant | Stade des Costières, Nîmes Spectateurs : 2 194 Diffuseur : La chaîne L'Équipe (multiplex) et Prime Video Arbitrage : Benjamin Lepaysant |

#### Classement et statistiques
| Rang | Équipe            | Pts | J  | G  | N  | P  | Bp | Bc | Diff |
| ---- | ----------------- | --- | -- | -- | -- | -- | -- | -- | ---- |
| 7    | SM Caen           | 50  | 38 | 13 | 11 | 14 | 51 | 42 | +9   |
| 8    | Le Havre AC       | 50  | 38 | 13 | 11 | 14 | 38 | 41 | −3   |
| 9    | Nîmes Olympique R | 49  | 38 | 14 | 7  | 17 | 44 | 51 | −7   |
| 10   | Pau FC            | 49  | 38 | 14 | 7  | 17 | 41 | 49 | −8   |
| 11   | Dijon FCO R       | 47  | 38 | 13 | 8  | 17 | 48 | 53 | −5   |

### Coupe de France
La coupe de France 2021-2022 est la 105e édition de la coupe de France, une compétition à élimination directe mettant aux prises les clubs de football amateurs et professionnels à travers la France métropolitaine et les DROM. Elle est organisée par la FFF et ses ligues régionales.
| 7e tour                       | FC Chusclan-Laudun | 0 - 3   | Nîmes Olympique                        |                                                                                    |                                                                                    |
| Samedi 13 novembre 2021 14:00 |                    | (0 - 1) | 35e Koné · 54e Ómarsson · 89e Benrahou | Stade Clos Bon Aure, Pont-Saint-Esprit Spectateurs : 1 800 Arbitrage : Ahmed Taleb | Stade Clos Bon Aure, Pont-Saint-Esprit Spectateurs : 1 800 Arbitrage : Ahmed Taleb |

| 8e tour                       | Aubagne FC               | 2 - 2 3 - 4 t. a. b. | Nîmes Olympique           |                                                                 |                                                                 |
| Samedi 27 novembre 2021 16:00 | Benarbia 14e · Mendy 17e | (2 - 2)              | 3e Ponceau · 39e Benrahou | Stade de Lattre-de-Tassigny, Aubagne Arbitrage : Aurélien Petit | Stade de Lattre-de-Tassigny, Aubagne Arbitrage : Aurélien Petit |
| Samedi 27 novembre 2021 16:00 | Tirs au but 3 - 4        |                      |                           | Stade de Lattre-de-Tassigny, Aubagne Arbitrage : Aurélien Petit | Stade de Lattre-de-Tassigny, Aubagne Arbitrage : Aurélien Petit |

| 32e de finale                 | Toulouse FC                             | 4 - 1   | Nîmes Olympique      | | |
| Samedi 18 décembre 2021 13:45 | Onaiwu 35e 45e · Healey 70e · Ratão 73e | (2 - 1) | 15e Doucouré         | Stadium, Toulouse Spectateurs : 7 059 Diffuseur : Eurosport 2 (multiplex) Arbitrage : Thomas Léonard | Stadium, Toulouse Spectateurs : 7 059 Diffuseur : Eurosport 2 (multiplex) Arbitrage : Thomas Léonard |
| Samedi 18 décembre 2021 13:45 | Desler 40e                              | Rapport | 70e Koné · 82e Cubas | Stadium, Toulouse Spectateurs : 7 059 Diffuseur : Eurosport 2 (multiplex) Arbitrage : Thomas Léonard | Stadium, Toulouse Spectateurs : 7 059 Diffuseur : Eurosport 2 (multiplex) Arbitrage : Thomas Léonard |

### Matchs officiels de la saison
Le tableau ci-dessous retrace dans l'ordre chronologique les rencontres officielles jouées par le Nîmes Olympique durant la saison. Le club gardois va ainsi disputé trente-huit matchs de championnat et la Coupe de France. Les buteurs sont accompagnés d'une indication sur la minute de jeu où est marqué le but et, pour certaines réalisations, sur sa nature (penalty ou contre son camp).
| Compétition     | Débute au tour | Place ou tour final | Matches joués | Gagnés | Nuls | Perdus | Buts pour | Buts contre | Différence |
| Ligue 2         | -              | 8e                  | 38            | 14     | 7    | 17     | 44        | 51          | -7         |
| Coupe de France | 7e tour        | 32e de finale       | 3             | 1      | 1    | 1      | 6         | 6           | 0          |
| Total           | -              | -                   | 41            | 15     | 8    | 18     | 50        | 57          | -7         |

## Joueurs et encadrement technique

### Encadrement technique
L'équipe est entraînée par Pascal Plancque.
L'entraîneur des gardiens est Sébastien Gimenez, présent dans le staff des Crocodiles depuis 2010. Après avoir effectué une carrière amateur commencée en 1997 au Castelnau-le-Crès FC, il dispute sa seule et unique rencontre professionnelle avec le FC Sète en 2006. Il s'engage la même année avec le Nîmes Olympique, évoluant alors en National. Il y effectue les deux dernières années de sa carrière en disputant 38 rencontres et fait partie de l'effectif des Crocodiles remontant en Ligue 2 en 2008.

## Effectif professionnel actuel
En grisé, les sélections de joueurs internationaux chez les jeunes mais n'ayant jamais été appelés aux échelons supérieur une fois l'âge limite dépassé.

## Équipe réserve
L’équipe réserve du Nîmes Olympique (appelée Nîmes Olympique B) sert de tremplin vers le groupe professionnel pour les jeunes du centre de formation ainsi que pour les joueurs de l'équipe première n'ayant pas disputé les précédentes rencontres en Ligue 1. Elle est entraînée par Yannick Dumas depuis 2014, anciennement entraîneur des équipes de jeunes du club.
Pour la saison 2021-2022, elle évolue dans le groupe Occitanie du championnat de France de National 3, soit le cinquième niveau de la hiérarchie du football en France.